# بیگ بار، شهرستان کالاوراس، کالیفرنیا
بیگ بار (به انگلیسی: Big Bar) یک منطقهٔ مسکونی در ایالات متحده آمریکا است که در شهرستان کالاوراس، کالیفرنیا واقع شده‌است. بیگ بار ۱۹۲ متر بالاتر از سطح دریا واقع شده‌است.